# Vaszilij Grigorjevics Jan

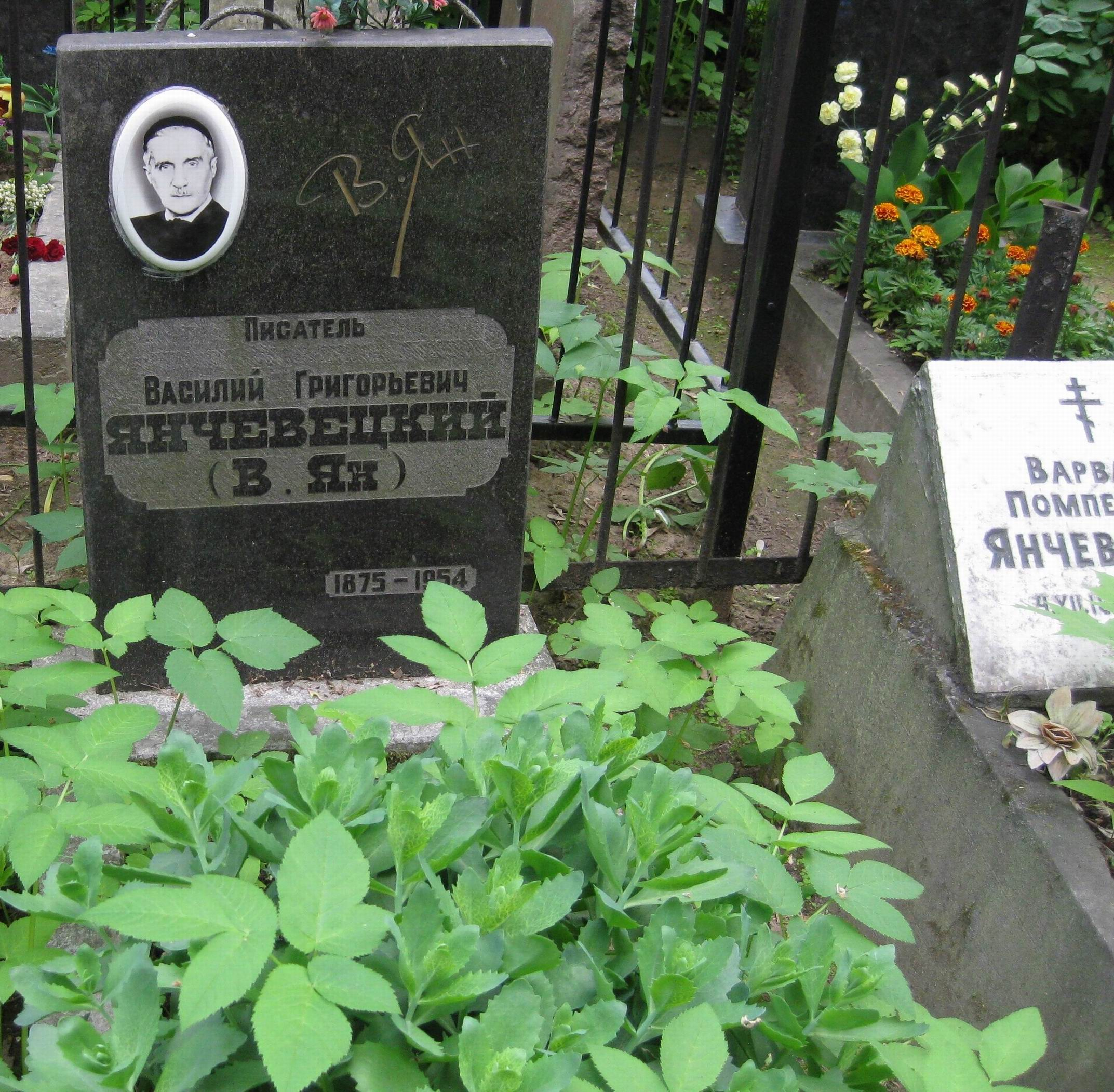
Sírja a moszkvai Vaganykovói temetőben

Vaszilij Grigorjevics Jan (eredeti név: Jancseveckij) (Kijev, 1875. január 4. – Zvenyigorod, 1954. augusztus 5.) szovjet-orosz író.

## Élete
Édesapja latin-görög szakos tanár volt, ő maga 1897-ben a pétervári egyetem történelmi fakultásán végzett. Oroszországi úti élményeiből írta első könyvét (Egy gyalogjáró jegyzetei, 1901). Haditudósítóként vett részt az orosz–japán háborúban, majd az első világháborúban. Hazai és külföldi sikereit a 30-as évektől megjelenő történelmi regényeivel aratta.

## Munkássága
Hiteles forrásokra épülő műveit gondos környezetrajz és izgalmas meseszövés jellemzi.

## Magyarul
- Dzsingisz khán. Történet a XIII. századbeli Ázsiából ifjúsági regény; ford. Semtei Róbert; Athenaeum, Bp., 1946
- Spartacus; ford. Achim András; Ifjúsági, Bp., 1954
- Batu khán; ford. Gyöngyi László, versford. Urbán Eszter; Új Magyar Kiadó, Bp., 1955
- Dzsingisz khán; ford. Semtei Róbert; átdolg. kiad.; Új Magyar Kiadó, Bp., 1955
- A tatárjárás. Regény; ford. Gyöngyi László, versford. Urbán Eszter; Új Magyar Kiadó, Bp., 1956
- A jégmezők lovagja. Regényes életrajz; ford. Gallyas Ferenc; Móra, Bp., 1958
- Spartacus, 1-2.; szöveg V. Jan nyomán Radványi Zoltán, ill. Friedrich Gábor; Ifjúsági Lapkiadó–Junge Welt, Bp.–Berlin, 1958 (Világhírű történetek képekben)
- Őrtüzek a pusztán. Történelmi regény; ford. Gellért György; Móra–Kárpáti, Bp.–Uzsgorod, 1965